# L'Alcúdia
L'Alcúdia è un comune spagnolo di 10 547 abitanti situato nella comunità autonoma Valenciana.